# 杨影 (乒乓球运动员)
杨影（1977年—），中国女子乒乓球运动员。她在2000年悉尼奥运会中，参加了女子乒乓球比赛，并获得女子乒乓球比赛双打银牌。自2008年起，杨影开始在中央电视台体育频道担任评论。